# Astragalus maximowiczii
Astragalus maximowiczii är en ärtväxtart som beskrevs av Ernst Rudolf von Trautvetter. Astragalus maximowiczii ingår i släktet vedlar, och familjen ärtväxter. Inga underarter finns listade i Catalogue of Life.